# Кріпл-Крік
Кріпл-Крік (англ. Cripple Creek, досл. «Струмок-каліка») — місто (англ. city) в США, в окрузі Теллер штату Колорадо. Населення — 1155 осіб (2020). Найбільше у світі жильне родовище золота у штаті Колорадо (США). Видобуток підземним способом — 0,9 т золота на рік. Вміст золота 10…12 г/т.

## Географія
Кріпл-Крік розташований за координатами 38°44′47″ пн. ш. 105°11′3″ зх. д. / 38.74639° пн. ш. 105.18417° зх. д. (38.746267, -105.184219).  За даними Бюро перепису населення США в 2010 році місто мало площу 4,02 км², уся площа — суходіл.

## Демографія
Згідно з переписом 2010 року, у місті мешкало 1189 осіб у 552 домогосподарствах у складі 275 родин. Густота населення становила 296 осіб/км².  Було 727 помешкань (181/км²).
Расовий склад населення:
| - 91,4 % — білих - 1,5 % — корінних американців - 0,5 % — азіатів - 0,3 % — чорних або афроамериканців - 0,2 % — вихідців з тихоокеанських островів - 3,8 % — осіб інших рас |

До двох чи більше рас належало 2,3 %. Частка іспаномовних становила 10,9 % від усіх жителів.
За віковим діапазоном населення розподілялося таким чином: 20,1 % — особи молодші 18 років, 69,0 % — особи у віці 18—64 років, 10,9 % — особи у віці 65 років та старші. Медіана віку мешканця становила 44,2 року. На 100 осіб жіночої статі у місті припадало 121,0 чоловіків;  на 100 жінок у віці від 18 років та старших — 114,4 чоловіків також старших 18 років.
Середній дохід на одне домашнє господарство  становив 43 599 доларів США (медіана — 34 107), а середній дохід на одну сім'ю — 48 216 доларів (медіана — 40 903). Медіана доходів становила 30 905 доларів для чоловіків та 26 400 доларів для жінок. За межею бідності перебувало 18,0 % осіб, у тому числі 24,9 % дітей у віці до 18 років та 8,6 % осіб у віці 65 років та старших.
Цивільне працевлаштоване населення становило 732 особи. Основні галузі зайнятості: мистецтво, розваги та відпочинок — 55,5 %, освіта, охорона здоров'я та соціальна допомога — 16,0 %, будівництво — 9,6 %, роздрібна торгівля — 6,1 %.